# Vistas
Vistas é uma banda de indie rock de Edimburgo, Escócia. O grupo lançou seu primeiro álbum de estúdio, Everything Changes in the End, em maio de 2020. O grupo é composto por Prentice Robertson, Dylan Rush e Jamie Law.

## Carreira
A banda foi formada enquanto os integrantes ainda estavam na escola. O grupo lançou seu primeiro single, "Calm" em 23 de março de 2018. Mais tarde, eles lançaram o single "Retrospect" em maio de 2018. O EP de estreia do grupo, Hello, foi lançado em 26 de julho de 2019. Eles lançaram "Teenage Blues" em 26 de novembro de 2019 como o primeiro single de seu primeiro álbum de estúdio. "Sucker" foi lançado como segundo single de seu primeiro álbum de estúdio. Everything Changes in the End foi lançado como seu primeiro álbum de estúdio em 29 de maio de 2020. O álbum alcançou a segunda posição na Scottish Albums Chart e a vigésima primeira na UK Albums Chart. Em 20 de agosto de 2021, a banda lançou seu segundo álbum de estúdio, What Were You Hoping to Find?.

## Membros
- Prentice Robertson – vocal (2016–presente)
- Dylan Rush – guitarra (2016–presente)
- Jamie Law – baixo (2016-presente)

## Discografia

### Álbuns de estúdio
- Everything Changes in the End (2020)[5]
- What Were You Hoping to Find? (2021)

### Extended plays
- Hello (2019)[6]

### Singles
| Canção          | Ano  | Álbum                         |
| --------------- | ---- | ----------------------------- |
| "Calm"          | 2018 | Não incluso em álbum          |
| "Retrospect"    | 2018 | Não incluso em álbum          |
| "Teenage Blues" | 2019 | Everything Changes in the End |
| "Sucker"        | 2020 | Everything Changes in the End |
| "Stranger"      | 2020 | Não incluso em álbum          |
| "Comfort"       | 2020 | Não incluso em álbum          |